# Grimpeirinho
Rabudinho-catarinense ou grimpeirinho (Leptasthenura striolata) é uma espécie de ave da família Furnariidae.
É endémica do Brasil, sendo considerada a ave que está mais intimamente ligada à araucária.
Os seus habitats naturais são as florestas com araucárias, sendo observada somente na copa das araucárias e raramente é vista em outro local e quando vista fora de uma araucária, normalmente está indo de uma araucária para a outra.